# Танго (альбом)
«Танго» — десятий офіційний студійний альбом українського гурту «Скрябін», що вийшов 2005 року на лейблі «Lavina Music». Альбом «ТАНГО» був записаний в період з 14 вересня 2004 року по 14 березня 2005 року.

## Список композицій
| Компакт-касета, сторона А | Компакт-касета, сторона А | Компакт-касета, сторона А |
| #                         | Назва                     | Тривалість                |
| ------------------------- | ------------------------- | ------------------------- |
| 1.                        | «100 годин»               | 3:43                      |
| 2.                        | «Люди, як кораблі»        | 4:14                      |
| 3.                        | «Бути маленьким»          | 4:52                      |
| 4.                        | «Танго»                   | 3:44                      |
| 5.                        | «Телефони»                | 3:44                      |
| 6.                        | «Не даєш»                 | 2:26                      |
| 7.                        | «Пам, парам, пам»         | 2:57                      |

| Компакт-касета, сторона Б | Компакт-касета, сторона Б   | Компакт-касета, сторона Б |
| #                         | Назва                       | Тривалість                |
| ------------------------- | --------------------------- | ------------------------- |
| 8.                        | «Притулися»                 | 3:59                      |
| 9.                        | «Моя королева»              | 3:30                      |
| 10.                       | «Діти»                      | 3:31                      |
| 11.                       | «Хай буде так, як хочеш ти» | 3:37                      |
| 12.                       | «Старі фотографії»          | 3:09                      |
| 13.                       | «Дихання»                   | 4:37                      |
| Загальна тривалість 48:03 |                             |                           |

| Бонусні композиції з CD-видання | Бонусні композиції з CD-видання             | Бонусні композиції з CD-видання |
| #                               | Назва                                       | Тривалість                      |
| ------------------------------- | ------------------------------------------- | ------------------------------- |
| 14.                             | «Люди, як кораблі» (2 Special Remix)        | 4:34                            |
| 15.                             | «Люди, як кораблі» (Сухоносов Mix)          | 5:45                            |
| 16.                             | «Люди, як кораблі» (Alex Krish Remix)       | 4:31                            |
| 17.                             | «Люди, як кораблі» (Alex Krish Radio Edit)  | 3:30                            |
| 18.                             | «Люди, як кораблі» (Alex Krish Laconic Mix) | 4:33                            |
| 19.                             | «Люди, як кораблі» (Музичний відеокліп)     | 6:28                            |
| Загальна тривалість 72:48       |                                             |                                 |

CD-видання містить музичний відеокліп, режисером якого виступив Віктор Придувалов.

## Учасники запису
| - Андрій «Кузьма» Кузьменко — спів, музика, тексти - Олексій «Зваля» Зволінський — електрогітара, аранжування - Костянтин Сухоносов — клавіші, аранжування - Костянтин Глітін — бас-гітара - Вадим Колісниченко — барабани | - Юлія Забродська — бек-вокал - Олексій Шубін — бек-вокал - Бебешко Володимир — продюсер звуку - Сергій Іофік — концертна звукорежисура - Юрій Лисяк — концертний технік - Дем'ян Михайлов — фото - Світлана Бабійчук — стиль - Жора Ясницький — краватка |